# استان لیندی
لیندی یکی از استانهای کشور تانزانیا می باشد . همچنین شهر مرکزی این استان نیز تحت عنوان لیندی نامیده می‌شود . 
استان لیندی با استانهای پوانی ، موروگورو ، روووما و امتوارا هم مرز می باشد .
در بخش عمده‌ای از قسمتهای غربی این استان یکی از بزرگترین زیستگاه های جانوری جهان جهان وجود دارد که تحت عنوان Selous Game Reserve نامیده می‌شود .
بر پایه نتایج سرشماری عمومی نفوس و مسکن که در سال ۲۰۰۲ توسط دولت تانزانیا انجام شد جمعیت این استان بالغ بر ۷۹۱٬۳۰۶ نفر اعلام شده است. 

## شهرستانها
استان لیندی به لحاظ اداری به شش شهرستان تقسیم شده است : 
- شهرستان کیلوا
- شهرستان لیندی روستایی
- شهرستان لیندی شهری
- شهرستان لیواله
- شهرستان ناچینگوی
- شهرستان روانگوا